# Vecht-of-vluchtreactie
Een vecht-of-vluchtreactie (of vlucht-of-vechtreactie; Engels: fight-or-flight response) is een reflex die als automatisch verdedigingsmechanisme bij mensen en dieren optreedt als er acuut gevaar dreigt. De reactie begint met acute hevige angst en stress. Als gevolg hiervan produceert het lichaam grote hoeveelheden adrenaline en cortisol (stresshormonen), de bloeddruk en hartslag gaan omhoog, de spieren worden gespannen, haren komen rechtop te staan (kippenvel), de zintuigen worden scherper (pupillen verwijden, oren staan rechtop) en de pijngevoeligheid daalt naar een zeer laag niveau (endorfinestimulus). Hierdoor is het lichaam voorbereid op een gevecht of om op de vlucht te slaan.
Een derde reactie kan zijn verstijving ('bevriezen'; Engels: 'freeze'). Bij de persoon of het dier treedt daarbij verlamming op. Dit heeft soms tot gevolg dat deze in combinatie met de natuurlijke camouflage opgaat in de omgeving, met als mogelijk gevolg dat een aanvaller de aanval staakt.
Als het gevaar is geweken, produceert het lichaam endorfines en dopamine om de balans weer te herstellen.

## Reactiemogelijkheden bij plotseling gevaar

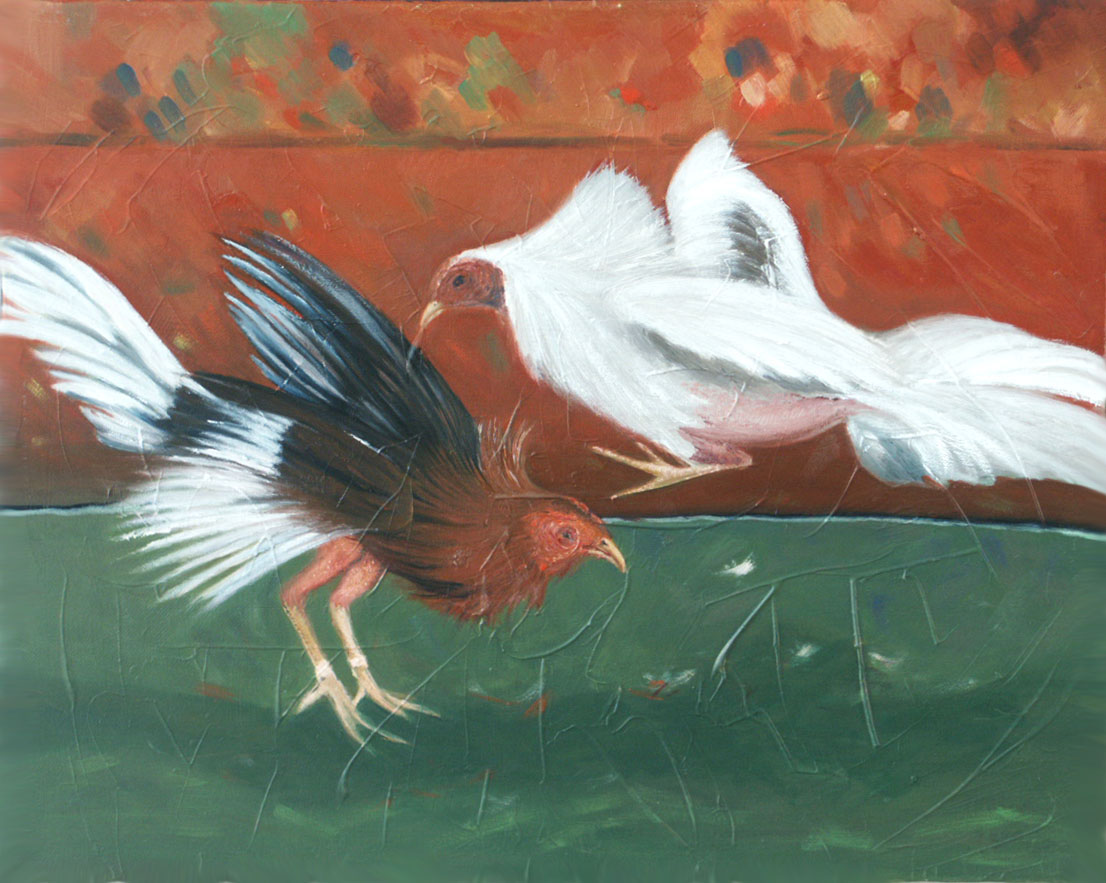
Vechten...
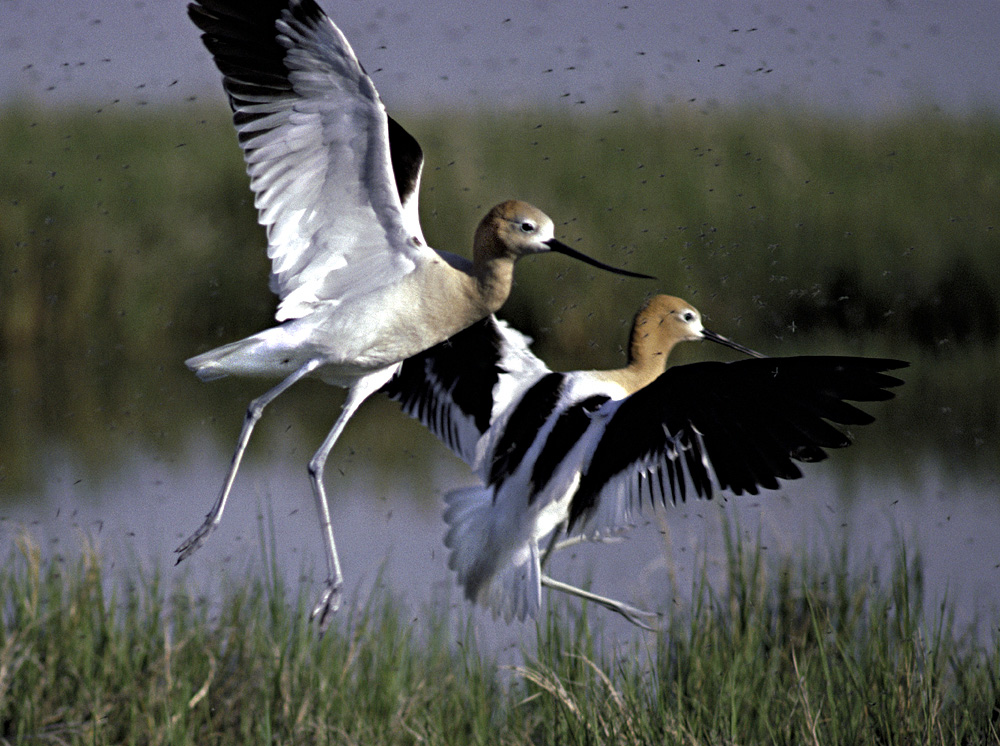
...vluchten
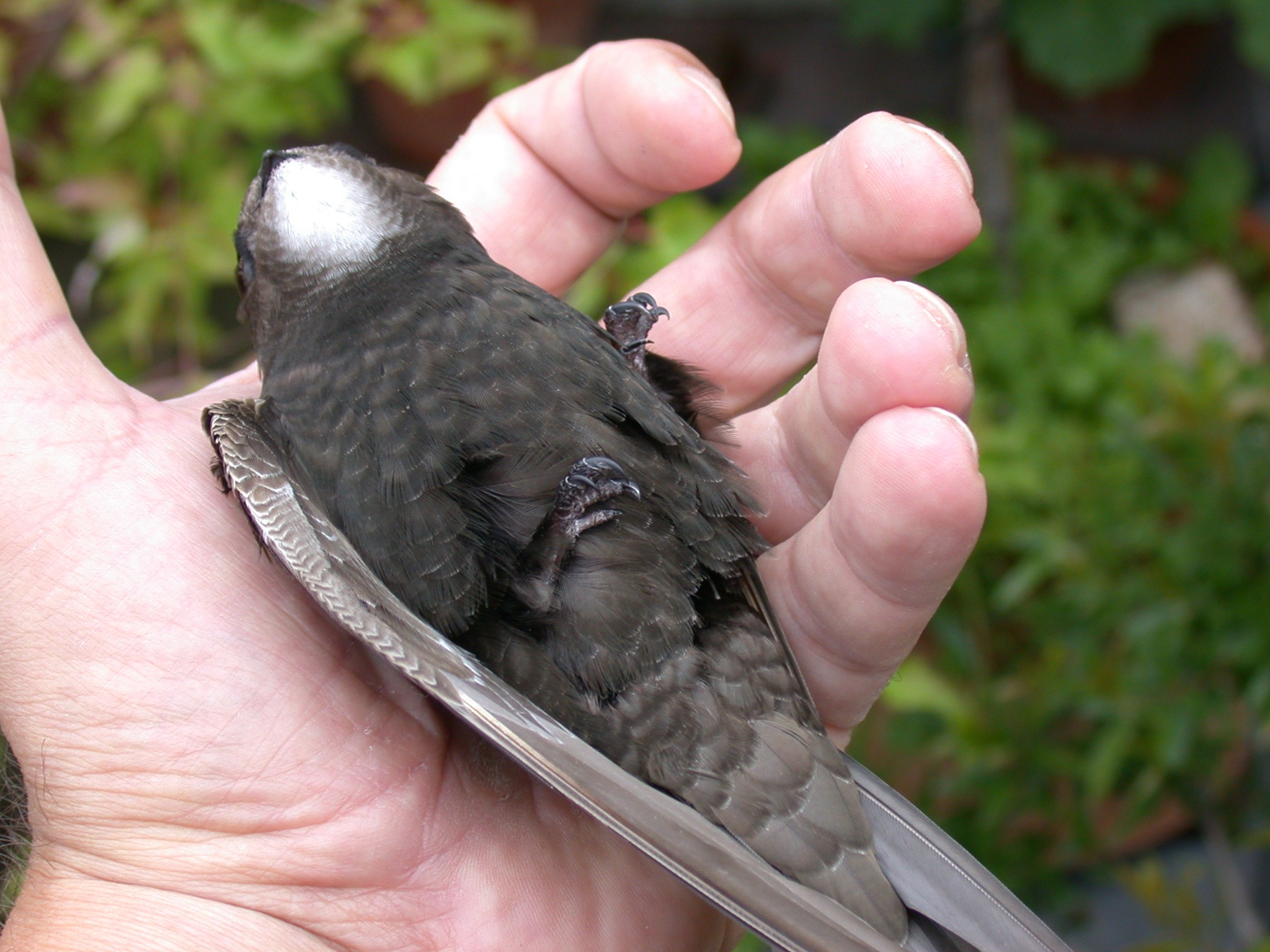
...of doodhouden (verstijven)